# دیوید ری گریفین
دیوید ری گریفین (انگلیسی: David Ray Griffin; ۸ اوت ۱۹۳۹ – نوامبر ۲۰۲۲) متخصص  الهیات، فیلسوف، و نویسنده اهل ایالات متحده آمریکا بود.